# Ga Gajwa
Ga Gajwa (Tiếng Hàn: 가좌역, Hanja: 加佐驛) là ga tàu điện ngầm trên Tuyến Gyeongui–Jungang của Tàu điện ngầm vùng thủ đô Seoul, nằm ở biên giới Seodaemun-gu và Mapo-gu, Seoul.

## Lịch sử
- 10 tháng 11 năm 1963: Bắt đầu kinh doanh dưới hình thức ga trung chuyển không có quy hoạch[1]
- 1 tháng 10 năm 1969: Thăng cấp lên ga thường xuyên[2]
- 1 tháng 5 năm 1976: Nhà ga cũ hoàn thành
- 3 tháng 6 năm 2007: Tai nạn sụt lún mặt đất
- 30 tháng 6 năm 2009: Dịch vụ tàu đi lại kết thúc.
- 1 tháng 7 năm 2009: Hoạt động kinh doanh bắt đầu như một ga tàu điện ngầm trên mặt đất với việc khai trương Tàu điện ngầm vùng thủ đô Seoul tuyến Gyeongui[3]
- 15 tháng 12 năm 2012: Ga tàu điện ngầm bắt đầu hoạt động với việc mở lại Tuyến Yongsan

## Bố trí ga

### Sân ga trên mặt đất (1F)
| ↑ Digital Media City |
| ２１ \|              |
| Sinchon ↓            |

| １ | ● Tuyến Gyeongui–Jungang | → Hướng đi Sinchon · Seoul →                            |
| ２ | ● Tuyến Gyeongui–Jungang | ← Hướng đi Digital Media City · Daegok · Ilsan · Munsan |

### Sân ga ngầm (B4F)
| ↑ Digital Media City |
| \| ３                |
| Đại học Hongik ↓     |

| ３ | ● Tuyến Gyeongui–Jungang | → Hướng đi Đại học Hongik · Yongsan · Wangsimni · Jipyeong → |
| ４ | ● Tuyến Gyeongui–Jungang | ← Hướng đi Digital Media City · Daegok · Ilsan · Munsan      |

## Hình ảnh

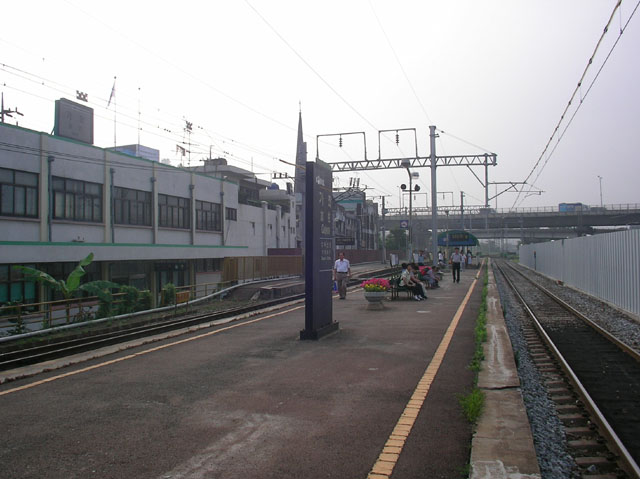
Sân ga sân ga Tuyến Gyeongui cũ
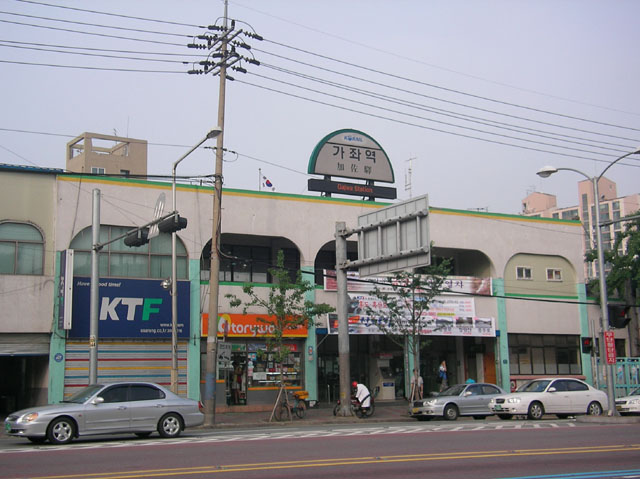
Nhà ga cũ
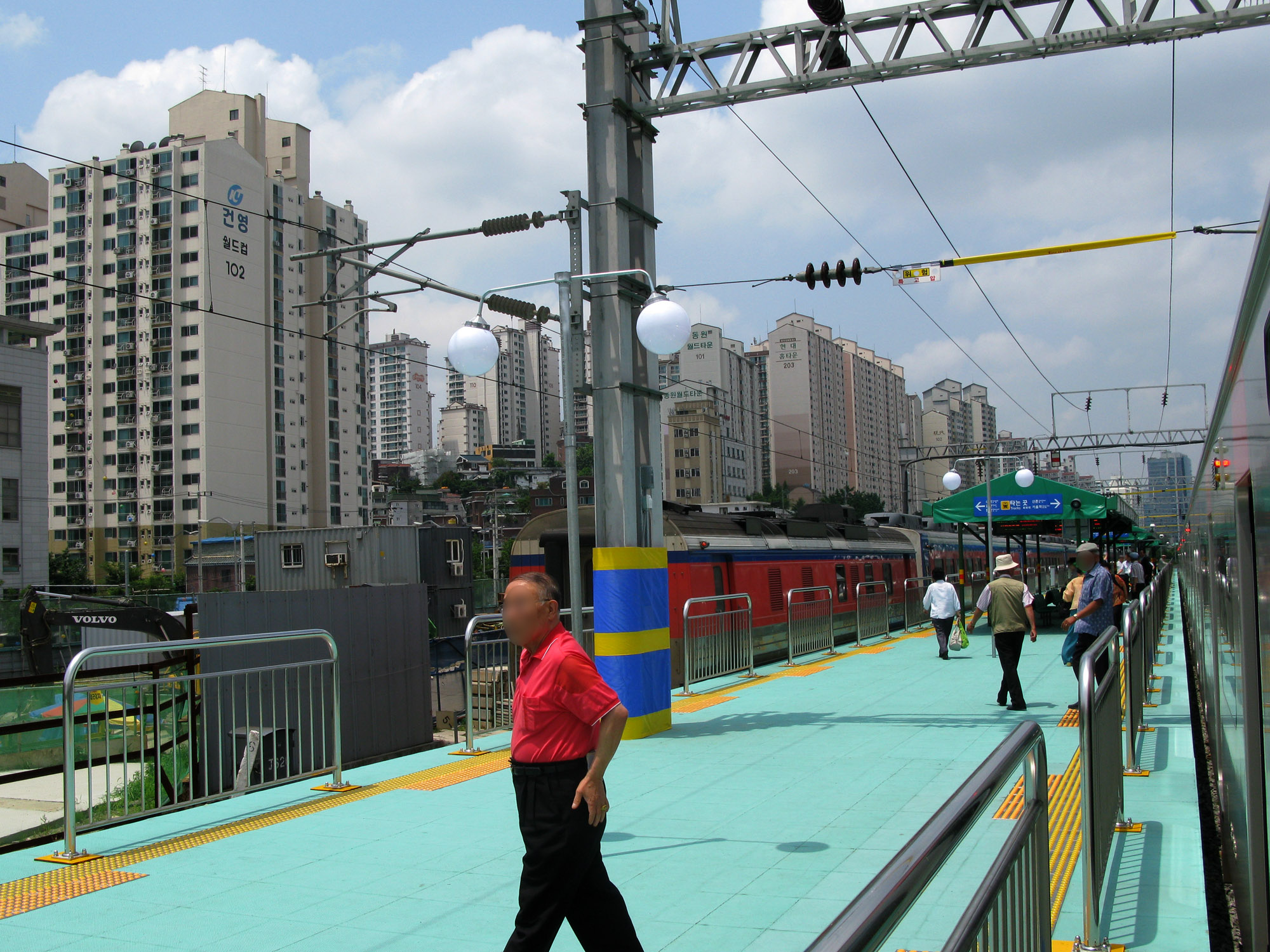
Sân ga tạm thời trước khi khai trương mở rộng Tuyến Gyeongui đến Gongdeok
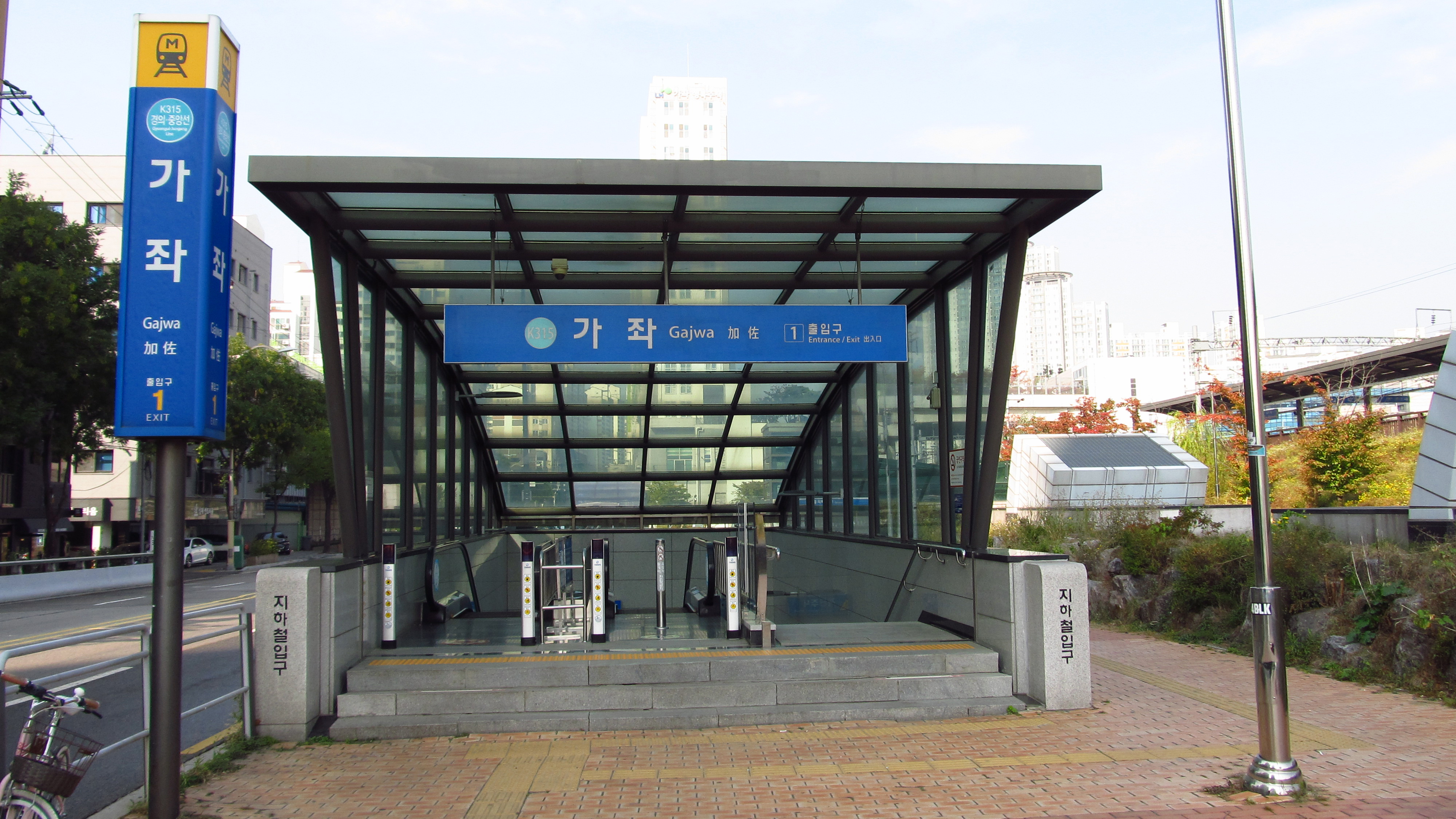
Lối ra 1 (Tháng 10 năm 2019)
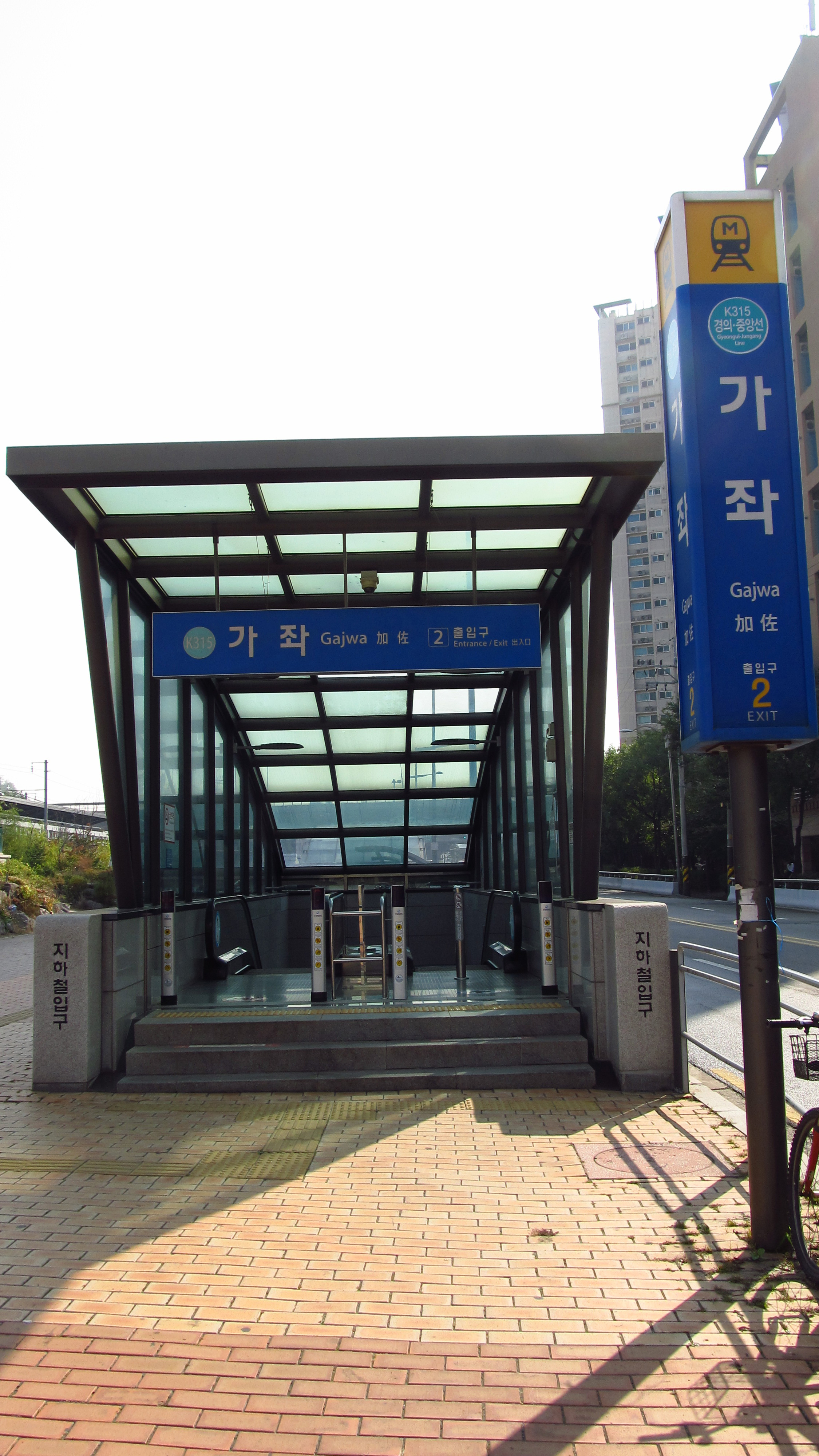
Lối ra 2 (Tháng 10 năm 2019)
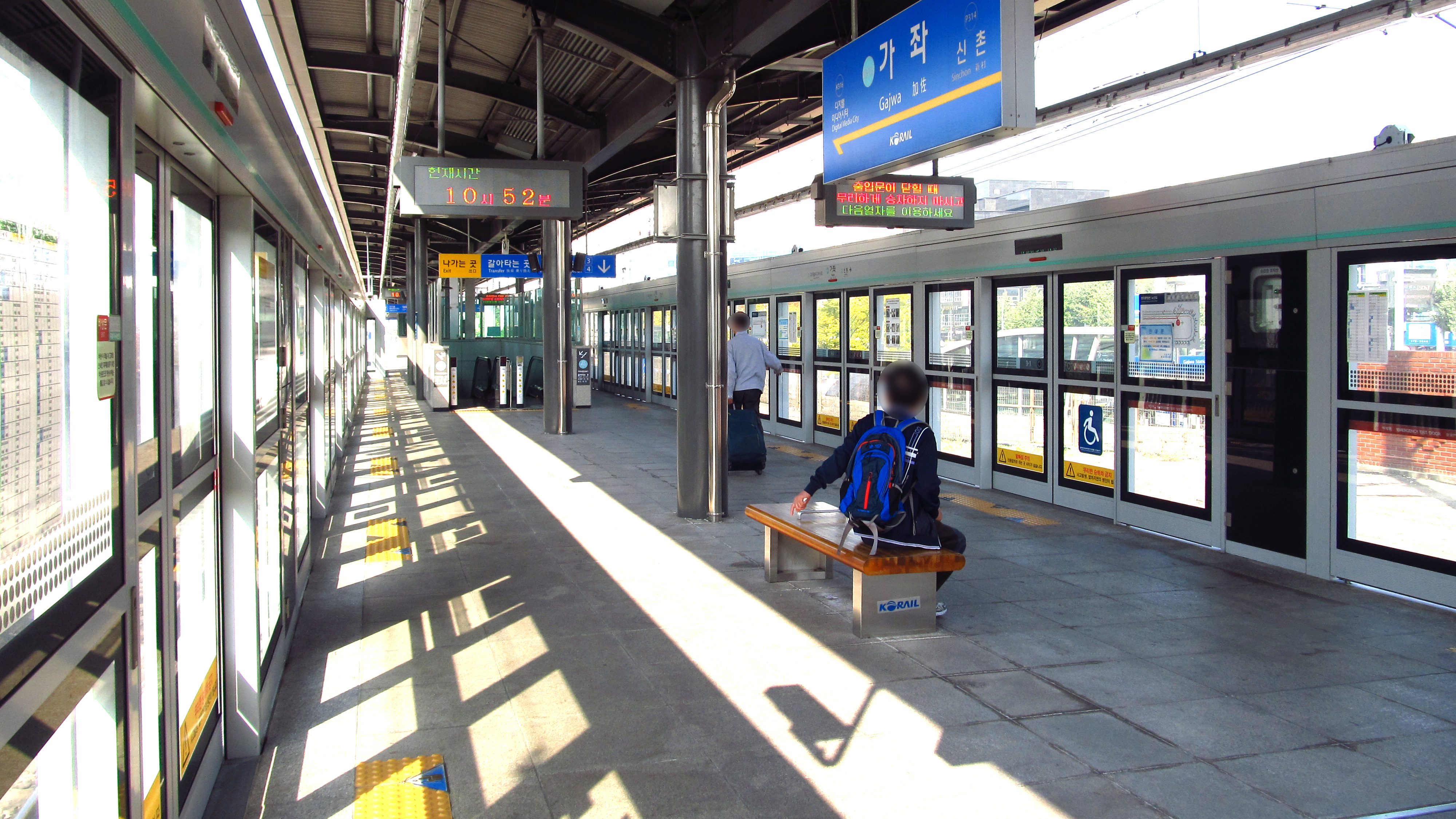
Nền tảng mặt đất (Tháng 10 năm 2019)
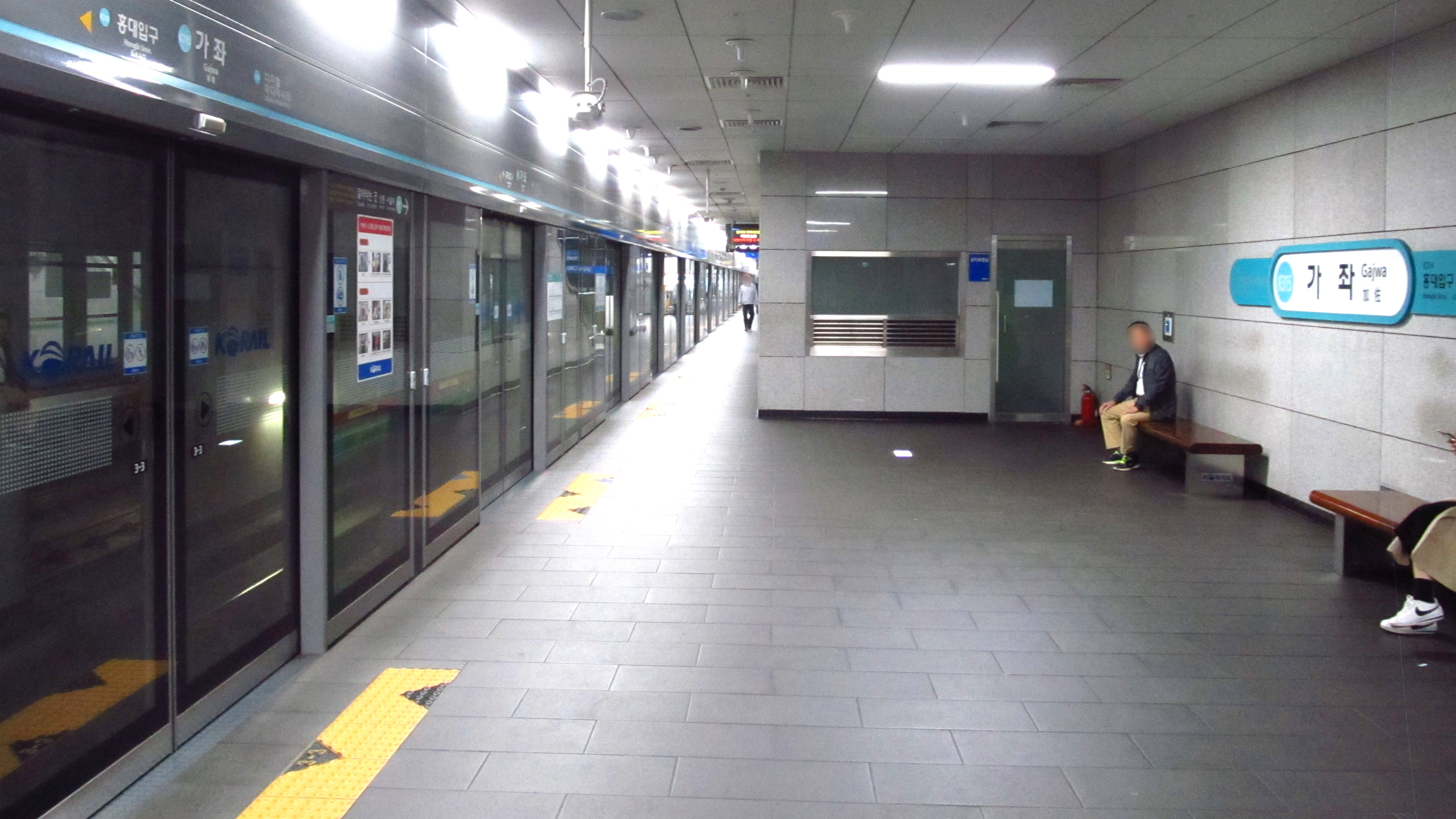
Nền tảng ngầm (Cửa số 3, tháng 10 năm 2019)